# Bjergzebra
Bjergzebraen (Equus zebra) er den mindste zebraart i hestefamilien. Den er hjemmehørende i Namibia og Sydafrika. Traditionelt skelnes mellem to underarter, Kap-bjergzebra (Equus zebra zebra) og Hartmanns bjergzebra (Equus zebra hartmannae).

## Udseende
Bjergzebraen er en lille zebra, der bedst kendes på, at de tætte tværstriber på ryggen fortsætter helt ned over halen og danner en markant kontrast til de bredere, vandrette striber på baglåret. Bjergzebraen har desuden som den eneste af zebraerne en hudlap på halsen, der er mest tydelig hos Kap-bjergzebraen.
Længden af hoved og krop hos udvoksede bjergzebraer er 2,1 til 2,6 meter, mens halen er 40-66 centimeter lang. Skulderhøjden varierer fra 1,16 til 1,5 meter. Den vejer 204-372 kilogram.
Hartmanns bjergzebra er normalt lidt større end den anden underart.

## Udbredelse
Bjergzebraen fandtes tidligere vidt udbredt fra Angola til Sydafrika, men mangler i dag i førstnævnte land. Hartmanns bjergzebra er opkaldt efter den tyske naturforsker Georg Hartmann (1865-1946) og forekommer i Namibia samt enkelte steder i Sydafrika. Den anden underart, Kap-bjergzebra, findes i den sydlige del af Sydafrika. Bjergzebraens habitat udgøres af bjergegne og højsletter op til 2.000 meter over havet.

## Levevis
Bjergzebraer samles ikke i store flokke som den almindelige zebra, men danner små familiegrupper, der består af en hingst og en til fem hopper med deres nylige afkom. Øvrige hanner lever i separate grupper (ungkarleflokke) og hingste herfra forsøger at "kidnappe" unge hopper, for at danne deres eget harem.
Hopper føder et føl ad gangen. I det første år lever føllet hovedsageligt af morens mælk, hvorefter det fravænnes og begynder at æde fast føde. De unge zebraer tvinges normalt bort fra flokken af moren i en alder af 13 til 37 måneder. Unge hanner kan for en tid vandre alene omkring, inden de finder en ungkarleflok, mens unge hunner enten tilslutter sig en eksisterende haremsgruppe eller danner en ny gruppe med en han fra en ungkarleflok.

## Trusler
Begge underarter regnes for at være truet af udryddelse. Kap-bjergzebraen blev tidligere jaget så intensivt, at der i 1950'erne var mindre end 100 individer tilbage. Efter etablering af særlige nationalparker er bestanden nu steget til mere end 1500 individer i 2008, heraf 500 voksne dyr.
Også bestanden af Hartmanns bjergzebra er gået betydeligt tilbage. I 2008 blev det anslået at bestanden var på 25.000 individer, mens der var mere end 100.000 i begyndelsen af 1900-tallet.